# Liste der Monuments historiques in Moret-Loing-et-Orvanne
Die Liste der Monuments historiques in Moret-Loing-et-Orvanne führt die Monuments historiques in der französischen Gemeinde Moret-Loing-et-Orvanne auf.

## Liste der Bauwerke
| Bezeichnung                   | Beschreibung | Standort                                                         | Kennzeichnung | Schutzstatus | Datum     | Bild           |
| ----------------------------- | ------------ | ---------------------------------------------------------------- | ------------- | ------------ | --------- | -------------- |
| Domaine de Ravanne            |              | Écuelles (Lage)                                                  | PA00086940    | Inscrit      | 1987      | weitere Bilder |
| Kirche St-Rémi                |              | Écuelles (Lage)                                                  | PA00086941    | Inscrit      | 1926      | weitere Bilder |
| Pierre Droite                 |              | Écuelles, Rue d’Écuelles (Lage)                                  | PA00086942    | Classé       | 1889      |                |
| Kirche St-Pierre-aux-Liens    |              | Épisy (Lage)                                                     | PA00086949    | Inscrit      | 1926      |                |
| Kirche St-Mammes              |              | Montarlot (Lage)                                                 | PA00087112    | Classé       | 1908      | weitere Bilder |
| Kapelle St-Pierre de Pontloup |              | Moret-sur-Loing (Lage)                                           | PA00087136    | Classé       | 1914      |                |
| Schloss Moret-sur-Loing       |              | Moret-sur-Loing, 15 rue du Donjon (Lage)                         | PA00087137    | Inscrit      | 1926 1974 | weitere Bilder |
| Kirche Notre-Dame de Moret    |              | Moret-sur-Loing (Lage)                                           | PA00087138    | Classé       | 1840 1921 | weitere Bilder |
| Galerie de l’Hôtel Chabouillé |              | Moret-sur-Loing, 40 Grande-Rue (Lage)                            | PA00087141    | Classé       | 2002      | weitere Bilder |
| Hôtel de ville                |              | Moret-sur-Loing, 26 Grande-Rue (Lage)                            | PA00087340    | Inscrit      | 1990      | weitere Bilder |
| Gebäude                       |              | Moret-sur-Loing, 28 Grande-Rue (Lage)                            | PA00087139    | Inscrit      | 1926      | weitere Bilder |
| Gebäude                       |              | Moret-sur-Loing, 30 Grande-Rue (Lage)                            | PA00087140    | Inscrit      | 1926      | weitere Bilder |
| Haus                          |              | Moret-sur-Loing, 1 rue du Port (Lage)                            | PA00087144    | Classé       | 1911      | weitere Bilder |
| Maison Raccolet               |              | Moret-sur-Loing, 15 Grande-Rue, place de l’Hôtel-de-Ville (Lage) | PA00087341    | Inscrit      | 1990      | weitere Bilder |
| Häuser                        |              | Moret-sur-Loing, 47, 49 Grande-Rue (Lage)                        | PA00087142    | Inscrit      | 1926      |                |
| Neugotische Häuser            |              | Moret-sur-Loing, 5–9 rue du Grez, place Royale (Lage)            | PA00087143    | Inscrit      | 1926 1990 | weitere Bilder |
| Pont de Moret-sur-Loing       |              | Moret-sur-Loing (Lage)                                           | PA00087145    | Inscrit      | 1926      | weitere Bilder |
| Porte de Bourgogne            |              | Moret-sur-Loing (Lage)                                           | PA00087146    | Classé       | 1840 1886 | weitere Bilder |
| Porte de Paris                |              | Moret-sur-Loing (Lage)                                           | PA00087146    | Classé       | 1840 1886 | weitere Bilder |
| Ausfalltor                    |              | Moret-sur-Loing, Rue de l’Abreuvoir (Lage)                       | PA00087147    | Inscrit      | 1926      | weitere Bilder |
| Stadtbefestigung              |              | Moret-sur-Loing, Quai des Laveuses (Lage)                        | PA00087148    | Inscrit      | 1926 1939 | weitere Bilder |

## Liste der Objekte
Zum Verständnis siehe: Kirchenausstattung
- Monuments historiques (Objekte) in Moret-Loing-et-Orvanne in der Base Palissy des französischen Kultusministeriums